# Paolo Gamba
Paolo Gamba (Ripabottoni, 1712 – Ripabottoni, 1782) è stato un pittore italiano.

## Biografia
Paolo Gamba nasce da una famiglia povera nel 1712 a Ripabottoni (CB). Il padre, Giambattista, è modesto decoratore e pittore e Paolo continuerà l'attività paterna. Con l'aiuto del vescovo di Larino, il giovane è ammesso alla scuola di Francesco Solimena a Napoli, dove resta dal 1731 al 1737 formando la sua tecnica artistica.
Tornato in Molise ebbe un'intensa carriera girando per i paesi, lavorando soprattutto per il clero ed il suo Mecenate, il Vescovo di Larino. La sua produzione è incentrata soprattutto su soggetti sacri che approfondisce studiando la Bibbia.
Lavorerà a Larino, a  Ripabottoni, a  Montorio, a Sant'Elia a Pianisi, a Campodipietra, a Colletorto a Morrone del Sannio, a Fossalto; ad Agnone e a Matrice.
Lavora anche a Barrea, in Abruzzo e in Puglia. Muore nel 1782.

## Opere
- Restituzione grafica dell'anfiteatro di Larino (CB)
- Tele nella chiesa di Santa Maria Assunta a Ripabottoni: Madonna del Purgatorio, Madonna del Rosario, San Rocco, Presentazione della Vergine al Tempio e affreschi quali Le Virtù, e I Profeti
- Tele nella chiesa di Santa Maria della Concezione a Ripabottoni: L'Immacolata, L'Assunta, L'Annunciazione e altri medaglioni con soggetti evangelici.
- Serie di tele e otto medaglioni, a soggetto biblico a Montorio nei Frentani tra il 1738 e il 1745.
- Affreschi del convento dei cappuccini dedicato a San Francesco d'Assisi, a Sant'Elia a Pianisi nel 1740.
- Affreschi nel coro della Chiesa Parrocchiale di San Tommaso Apostolo di Barrea (AQ) , seconda metà del Settecento.
- Lunette su tela (Ultima cena - Annunciazione) refettorio del convento dei cappuccini dedicato a San Francesco d'Assisi, a Sant'Elia a Pianisi nel 1746.
- Affreschi della cupola di San Francesco con L'Immacolata Concezione, a Larino
- Affreschi nella la parrocchiale di Campodipietra (1774)
- Tele nella chiesa di San Alfonso dei Liguori a Colletorto. Nel 1741 il marchese Rota, nella sua opera di ristrutturazione del convento, dotò la chiesa di opere d'arte e suppellettili; aiutato dal popolo, dotò la chiesa di 14 quadri della Via Crucis del pittore molisano Paolo Gamba. Le tele rappresentano i vari momenti della passione e morte di Cristo con una forte carica drammatica. Nelle tele traspare il sapere e la fede del pittore che le rappresenta con colori accesi e caldi; esse aiutano il credente ad immedesimarsi nella passione di Cristo[1].
- Tele a soggetto profano (Le quattro stagioni) nel municipio di Colletorto
- Affresco della Visione di San Francesco nel convento di San Nazario a Morrone del Sannio
- Tele ed affreschi nella chiesa di Santa Maria Assunta a Fossalto
- Affreschi con le scene della Virtù, gli Evangelisti e episodi biblici nella chiesa di San Francesco ad Agnone

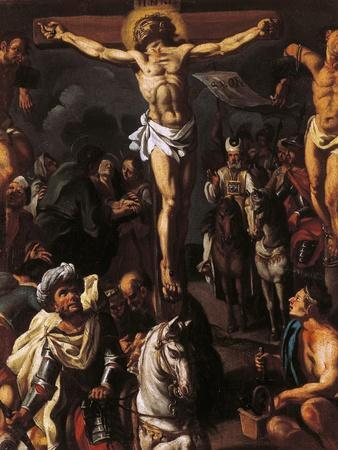

- Tele a Campodipietra e Matrice.

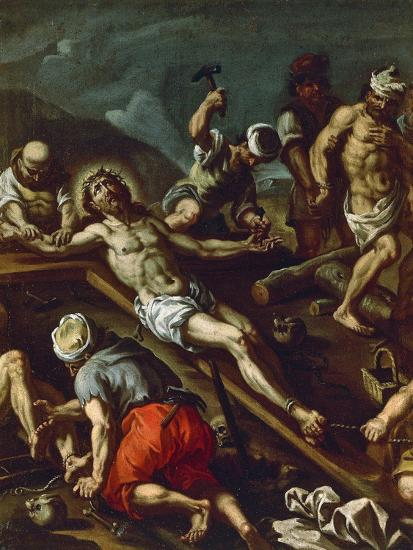

- Tele (due) presso chiesa del SS. Salvatore in Fresagrandinaria (Chieti) (1771).